# Іваненко Святослав Володимирович
Святосла́в Володи́мирович Іване́нко (народився 13 березня 1963, Київ) — український скульптор. Член Національної спілки художників України з 1999 року. Син скульптора Володимира Іваненка.

## Життєпис
У 1990 році закінчив Київський художній інститут (нині НАОМА — Національна академія образотворчого мистецтва і архітектури), викладач Макар Вронський. У 1991–99 працював у Київському технікумі легкої промисловості. Від 1999 — на Монетному дворі НБУ. Від 2006 — головний художник-скульптор відділу розробки дизайну та технічного забезпечення. Член Експертної ради НБУ з питань дизайну пам'ятних монет. Учасник мистецьких виставок від кінця 1980-х рр. Автор скульптур, ювілейних і пам'ятних медалей, монет, присвячених видатним діячам та подіям української історії. Вивчає геральдику і фалеристику.

## Основні твори

### Скульптури
- «Юдіф» (1992)
- «Ангел Світла, який злітає в ніч» (1995)
- «Дві східні принцеси» (1997)
- «Пророк і віслюк» (1998)
- «Мінотавр, який рахує зорі» (1998)

### Монети
- Монета «Острозька академія» (2001)
- Монета «Збройні сили України. 10 років» (2001)
- Монета «В'ячеслав Чорновіл» (2003)
- Золота монета «Пектораль» (2003)
- Срібна монета «60 років визволення Києва від фашистських загарбників» (2003)
- Золота монета «50 років членства України в ЮНЕСКО» (2004)
- Золота монета «Золоті ворота» (2004)
- Монета «500 років козацьким поселенням. Кальміуська паланка» (2005)
- Аверс — «60 років Перемоги у Великій Вітчизняній війні 1941 — 1945 років» (2005)
- Срібна монета «Родина Острозьких» (2007)
- Срібна монета «10 років відродження грошової одиниці України — гривні» (2006)
- Срібна монета «Хрещення Київської Русі» (2008)
- Срібна монета «Тисячоліття монетного карбування в Києві» (2008)
- Золота монета «1025-річчя хрещення Київської Русі» (2013)

## Родина
Батько — український радянський скульптор Володимир Михайлович Іваненко (нар. 13.02.1933).